# Pierre Baugniet (Nationaal Congres)
Pierre Baugniet, ook soms François Baugniet, (Geten, 1767 - Nil-Saint-Vincent-Saint-Martin, 23 september 1836) was lid van het Belgisch Nationaal Congres.

## Levensloop
Over Baugniet, die geregistreerd stond als 'eigenaar' in Nijvel, is niet veel meer geweten dan dat hij zich in 1789 in het Brabantse leger liet inlijven en in 1789 deelnam aan de gevechten bij Turnhout.
In 1830 werd hij voor het arrondissement Nijvel naar het Nationaal Congres afgevaardigd. Hij was compleet zwijgzaam tijdens de publieke debatten. Hij stemde voor de onafhankelijkheidsverklaring en voor de eeuwigdurende uitsluiting van de Nassaus. Voor de eerste verkiezing van een staatshoofd bracht hij zijn stem uit op de hertog van Leuchtenberg. Hij stemde voor Surlet de Chokier als regent en bij de tweede verkiezing voor staatshoofd stemde hij voor Leopold van Saksen Coburg. Hij aanvaardde ook het Verdrag der XVIII artikelen.
Na de beëindiging van het Congres hernam hij zijn privéleven. 